# Джек Квейд
Джек Генрі Квейд (англ. Jack Henry Quaid, р. 24 квітня 1992, Лос-Анджелес) — американський актор, найбільш відомий роллю Марвела у фільмі «Голодні ігри», а також у ролі Г'юї у серіалі Хлопаки

## Біографія
Джек Квейд народився 24 квітня 1992 року в Лос-Анджелесі, штат Каліфорнія, в сім'ї актриси Мег Райан і актора Денніса Квейда. У нього є зведені брат і сестра Томас Бун Квейд і Зої Грейс Квейд (нар. 8 листопада 2007) від третього шлюбу його батька Денніса Квейда. Також у нього є молодша прийомна сестра на ім'я Дейзі Тру (нар. листопад 2004), вдочерена його матір'ю Мег Райан.
Зараз Джек вчиться в Нью-Йоркському університеті.

## Кар'єра
У 2011 році стало відомо, що Джека вибрали на роль Марвела у фільмі «Голодні ігри», світова прем'єра якого відбулася 12 березня 2012.

## Фільмографія
| Рік    | Українська назва                    | Оригінальна назва             | Роль            |
| ------ | ----------------------------------- | ----------------------------- | --------------- |
| 2011   | Сидячі Немовлята                    | Sitting Babies                | Doug            |
| 2012   | Голодні ігри                        | The Hunger Games              | Марвел          |
| 2012   | Лише в 45 Хвилинах їзди від Бродвею | Just 45 Minutes from Broadway | Денні           |
| 2013   |                                     | Running Wild                  | Ерік            |
| 2017   | Вбити за лайк                       | Tragedy Girls                 | Велш            |
| 2018   | Щасливчик Логан                     | Logan Lucky                   | Фіш Бенг        |
| 2018   | Ремпейдж                            | Rampage                       | Коннор          |
| 2019 — | Хлопаки                             | The Boys                      | Г'юї            |
| 2019   | Плюс один                           | Plus One                      | Бен             |
| 2022   | Крик                                | Scream                        | Річі Кірш       |
| 2023   | Оппенгеймер                         | Oppenheimer                   | Річард Фейнман  |
| 2025   | Компаньйон                          | Companion                     | Джош            |
| 2025   | Новокаїн                            | Novocaine                     | Нейтан Кейн     |
| 2025   | Сусідська варта                     | Neighborhood Watch            | Саймон Макнеллі |